# Pedro Canário
Pedro Canário é um município brasileiro no estado do Espírito Santo, Região Sudeste do país. Localiza-se na região norte do estado, a 265 km da capital capixaba, Vitória. Ocupa uma área de 433,453 km², sendo que 6,3 km² estão em perímetro urbano, e sua população foi estimada em 26 575 habitantes em 2021.
A formação do núcleo urbano que deu origem à cidade se deve principalmente à exploração madeireira, que teve início na década de 1940. A introdução do cultivo do café na década de 50 e a construção da BR-101 na década de 60 deu sequência ao crescimento populacional e econômico. Posteriormente novas atividades econômicas ganharam força, principalmente o comércio, a cana-de-açúcar e a pecuária.
Em vista de seu desenvolvimento, a emancipação de Pedro Canário veio a acontecer em 1983, desmembrando-se de Conceição da Barra. O café, a cana-de-açúcar e a pecuária permanecem entre as atividades econômicas mais importantes, ao lado do comércio e da prestação de serviços. A cidade está localizada nas margens do rio Itaúnas. Na zona rural há sítios, trilhas e cachoeiras que estão entre os atrativos do município que são destinos de visitantes.

## História
Na primeira metade do século XX já existia um povoamento chamado de Morro Dantas, no local que mais tarde passou a ser conhecido como Morro da Escola. O acesso, dificultoso, só era possível por meio do rio Itaúnas até Conceição da Barra. Na década de 1940, o estabelecimento de empreendimentos de extração de madeira deu sequência ao crescimento populacional. Data de 1944 a construção de uma estrada ligando Morro Dantas a Nanuque, cujo traçado veio a ser incorporado por rodovias posteriormente. Novas estradas estabelecendo conexão com localidades da região foram abertas no decorrer dos anos seguintes.
Em 1949, o baiano Pedro Canário Ribeiro, cuja família herdara terras nessa região, instalou um comércio de secos e molhados que se tornou um ponto de referência para os caminhoneiros que iam para Nanuque. O local ficou conhecido como parada Pedro Canário, denominação que posteriormente foi incorporada pelo nome do atual município. Nesse mesmo ano, pela lei estadual nº 265, foi criado o distrito de Taquaras. O crescimento populacional e econômico foi intensificado na década de 1950, com a introdução e proliferação da cultura do café. Na década de 1960, a localidade passou a ser atendida por uma estrada que permitia ligação direta com Mucuri e São Mateus, que veio a ser incorporada pela BR-101.
Embora a cafeicultura tenha apresentado declínio na década de 1960, a BR-101 favoreceu a consolidação de comércio e prestação de serviços na cidade. Nessa época também se expandiram as indústrias, as plantações de cana-de-açúcar e a monocultura do eucalipto com a intenção de atender à demanda industrial, sobretudo para a produção de carvão e, posteriormente, para fábricas de celulose. Dessa forma, a localidade continuava a exercer influência na economia regional.
Mediante a lei estadual nº 3.383 de 27 de novembro de 1980, o até então distrito de Taquaras foi renomeado para "Pedro Canário", em homenagem ao baiano e ao ponto de referência que ele havia criado. A emancipação foi decretada pela lei estadual nº 3.623 de 23 de dezembro de 1983, com o município sendo desmembrado de Conceição da Barra, constituído pelo distrito-sede e pelo distrito de Cristal do Norte. Assim, o dia do aniversário é comemorado em 23 de dezembro. Sua instalação aconteceu em 12 de janeiro de 1985.

## Geografia

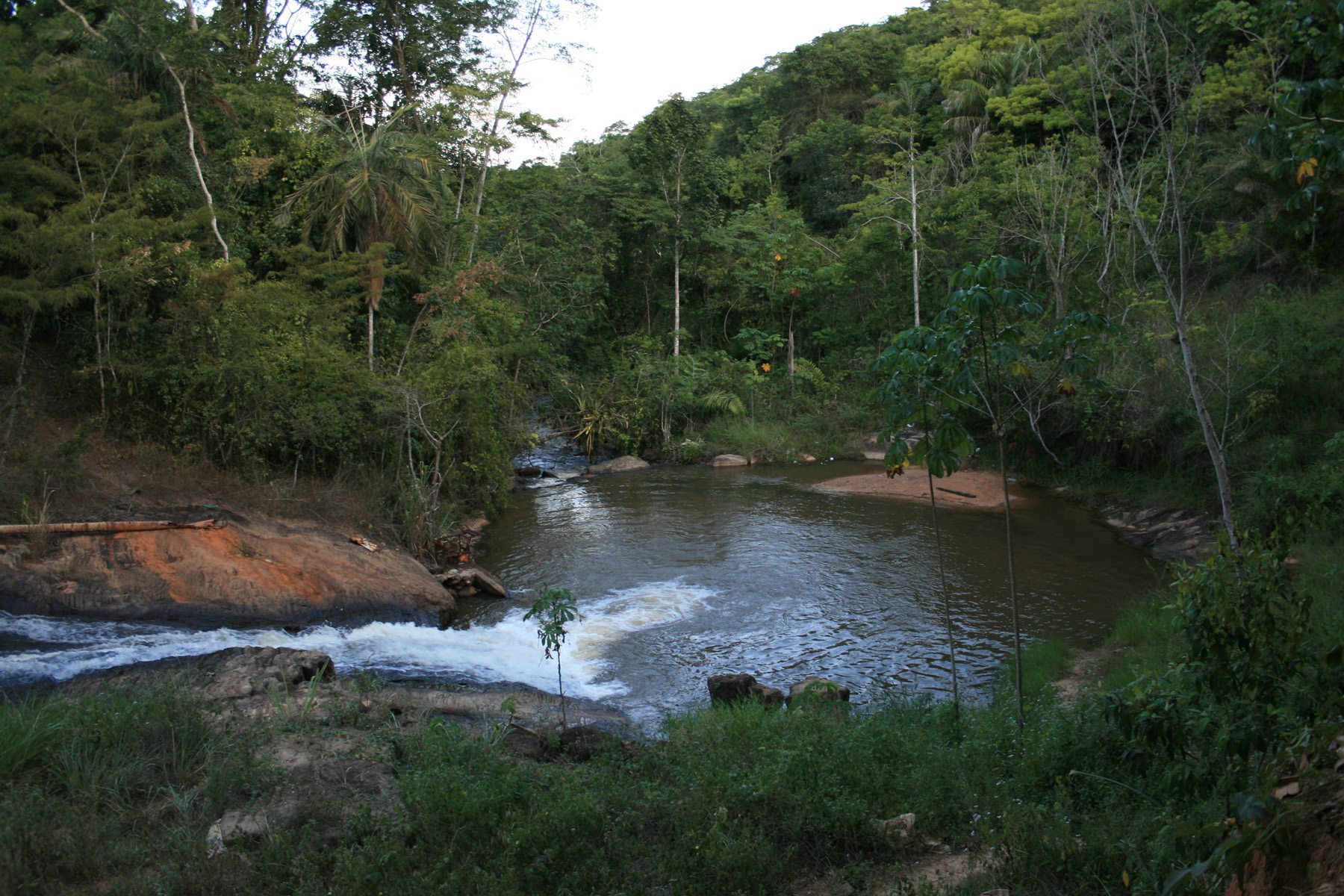
Cachoeira no curso do córrego do Engano, na margem da ES-209.

A área do município, segundo o Instituto Brasileiro de Geografia e Estatística (IBGE), é de 433,453 km², sendo que 6,343 km² constituem a zona urbana. Situa-se a 18°18'00" de latitude sul e 39°57'00" de longitude oeste e está a uma distância de 265 quilômetros a norte da capital capixaba. Seus municípios limítrofes são Conceição da Barra, Pinheiros e Montanha no Espírito Santo e Mucuri na Bahia.
De acordo com a divisão regional vigente desde 2017, instituída pelo IBGE, o município pertence às Regiões Geográficas Intermediária e Imediata de São Mateus. Até então, com a vigência das divisões em microrregiões e mesorregiões, fazia parte da microrregião de São Mateus, que por sua vez estava incluída na mesorregião do Litoral Norte Espírito-Santense.

### Relevo e meio ambiente
O relevo de Pedro Canário é consideravelmente plano e sem grandes variações, com altitudes que variam de 30 a 200 metros acima do nível do mar. O tipo de rochas predominante são as areno-argilosas. A vegetação nativa foi consideravelmente suprimida para ceder espaço às atividades agropecuárias, principalmente a pecuária, a cana-de-açúcar e a monocultura de eucalipto. Dessa forma, a maior parte do território municipal é ocupada por pastagens, que abrangiam 39,4% da área em 2013, seguidas pelos canaviais (25,4%). Os plantios de eucalipto, por sua vez, correspondiam a 10,4% do território. No mesmo ano, as matas nativas em estágio de recuperação ocorriam em 6,2% do município e os remanescentes florestais em 3%, mas se distribuíam em pontos dissolvidos e isolados.
Não existem unidades de conservação em tempo integral no município, porém 14,13% das propriedades rurais contavam com florestas destinadas à preservação permanente ou reservas e mais de 4,61% possuíam florestas plantadas em 2017. Pedro Canário faz parte do bacia hidrográfica do rio Itaúnas, cujo manancial banha a zona urbana. Outro leito representativo é o rio do Sul, que é um dos principais afluentes do Itaúnas. Entretanto, a área do município possui diversos cursos hídricos de pequeno porte que vertem para esses leitos principais.

### Clima
O clima canariense é caracterizado, segundo o IBGE, como tropical quente superúmido (tipo Af segundo Köppen), com diminuição de chuvas no inverno e temperatura média anual em torno dos 25 °C, tendo invernos frescos e verões chuvosos com temperaturas altas. O mês mais quente, fevereiro, tem temperatura média de 27 °C, enquanto que o mês mais frio, julho, possui média de 22 °C. O índice pluviométrico anual é de aproximadamente 1 060 mm, sendo junho o mês mais seco e dezembro o mais chuvoso. De acordo com o Instituto Nacional de Pesquisas Espaciais (INPE), Pedro Canário é o 26º colocado no ranking de ocorrências de descargas elétricas no estado do Espírito Santo, com uma média anual de 2,1133 raios por quilômetro quadrado.
| Dados climatológicos para Pedro Canário | Dados climatológicos para Pedro Canário | Dados climatológicos para Pedro Canário | Dados climatológicos para Pedro Canário | Dados climatológicos para Pedro Canário | Dados climatológicos para Pedro Canário | Dados climatológicos para Pedro Canário | Dados climatológicos para Pedro Canário | Dados climatológicos para Pedro Canário | Dados climatológicos para Pedro Canário | Dados climatológicos para Pedro Canário | Dados climatológicos para Pedro Canário | Dados climatológicos para Pedro Canário | Dados climatológicos para Pedro Canário |
| Mês | Jan                                     | Fev                                     | Mar                                     | Abr                                     | Mai                                     | Jun                                     | Jul                                     | Ago                                     | Set                                     | Out                                     | Nov                                     | Dez                                     | Ano                                     |
| --- | --------------------------------------- | --------------------------------------- | --------------------------------------- | --------------------------------------- | --------------------------------------- | --------------------------------------- | --------------------------------------- | --------------------------------------- | --------------------------------------- | --------------------------------------- | --------------------------------------- | --------------------------------------- | --------------------------------------- |
| Temperatura máxima média (°C) | 32                                      | 32,4                                    | 32,2                                    | 30,5                                    | 29,2                                    | 27,8                                    | 27,3                                    | 27,5                                    | 28,1                                    | 29,2                                    | 29,8                                    | 30,9                                    | 29,7                                    |
| Temperatura média (°C) | 26,5                                    | 26,9                                    | 26,7                                    | 25,5                                    | 24                                      | 22,7                                    | 22                                      | 22,2                                    | 23                                      | 24,3                                    | 25                                      | 25,9                                    | 24,6                                    |
| Temperatura mínima média (°C) | 22                                      | 22,2                                    | 21,8                                    | 20,7                                    | 19,4                                    | 18,2                                    | 17,6                                    | 17,3                                    | 18,2                                    | 19,6                                    | 20,6                                    | 21,7                                    | 19,9                                    |
| Precipitação (mm) | 137,4                                   | 72,2                                    | 111,3                                   | 91,6                                    | 44,4                                    | 39,9                                    | 56,8                                    | 42,9                                    | 54,5                                    | 100,4                                   | 149,5                                   | 154,8                                   | 1 055,7                                 |
| Umidade relativa (%) | 77                                      | 76                                      | 79                                      | 81                                      | 78                                      | 79                                      | 78                                      | 75                                      | 71                                      | 72                                      | 77                                      | 77                                      | 77                                      |
| Fonte: Instituto Capixaba de Pesquisa, Assistência Técnica e Extensão Rural (Incaper): temperaturas e precipitação; Climate-Data.org: umidade relativa |                                         |                                         |                                         |                                         |                                         |                                         |                                         |                                         |                                         |                                         |                                         |                                         |                                         |

## Demografia
Em 2010, a população do município foi contada pelo Instituto Brasileiro de Geografia e Estatística (IBGE) em 23 794 habitantes. Segundo o censo daquele ano, 11 901 habitantes eram homens (50,02% do total) e 11 893 habitantes mulheres (49,98%). Ainda segundo o mesmo censo, 22 053 habitantes viviam na zona urbana (92,68%) e 1 741 na zona rural (7,32%). Da população total em 2010, 6 563 habitantes (27,58%) tinham menos de 15 anos de idade, 15 800 habitantes (66,4%) tinham de 15 a 64 anos e 1 431 pessoas (6,01%) possuíam mais de 65 anos, sendo que a esperança de vida ao nascer era de 73,71 anos. O Índice de Desenvolvimento Humano Municipal (IDH-M), de 0,654, era o décimo menor do Espírito Santo.
O distrito-sede possuía 19 877 habitantes em 2010, enquanto que 3 917 pessoas residiam no distrito de Cristal do Norte. No mesmo ano, a população canariense era composta por 14 943 pardos (62,8%), 5 756 brancos (24,19% do total), 2 702 negros (11,35%), 333 amarelos (1,4%), 26 indígenas (0,11%) e 34 sem declaração (0,14%). Quanto às religiões, 12 278 são católicos (51,6%), 7 558 evangélicos (31,76%), 206 Testemunhas de Jeová (0,86%), 100 espíritas (0,42%), 3 459 pessoas sem religião (14,54%) e os 0,82% restantes possuíam outras religiões além dessas ou não tinham religiosidade definida.

## Economia
O Produto Interno Bruto (PIB) de Pedro Canário possui um rendimento consideravelmente diversificado no que se refere à variedade de atividades econômicas. De acordo com dados do IBGE, relativos a 2019, o PIB do município era de R$ 314 364,31 mil. 15 156,43 mil eram de impostos sobre produtos líquidos de subsídios a preços correntes e o PIB per capita era de R$ 12 005,97. Em 2010, 67,80% da população maior de 18 anos era economicamente ativa, enquanto que a taxa de desocupação era de 9,5%.
A pecuária e a agricultura acrescentavam 28 486,85 mil reais na economia de Pedro Canário em 2019, o que se deve sobretudo à cafeicultura, à cana-de-açúcar, à bovinocultura de leite e de corte e à ovinocultura. Embora a cultura do café tenha apresentado declínio desde a sua introdução em Pedro Canário na década de 1950, ainda é responsável por quase metade da produção da lavoura permanente. Já a cana-de-açúcar representa cerca de 70% do rendimento médio da lavoura temporária, sendo a maior parte da produção canavieira destinada à fabricação de álcool e de açúcar na Usina Alcon, situada em Conceição da Barra. Outros cultivos permanentes que se sobressaem são a banana, o coco, o mamão, o maracujá e a pimenta do reino, enquanto que a abóbora, o feijão, a mandioca e o milho possuem participação na lavoura temporária.
O reflorestamento com eucalipto, que também é gerador de uma significativa movimentação fundiária, é destinado principalmente para indústrias de fabricação de celulose. Ao mesmo tempo, a indústria representava 29 222,21 mil reais do PIB municipal em 2019. Além da influência dos setores canavieiro e madeireiro, há de se destacar a fabricação de produtos oriundos da produção agropecuária por agroindústrias familiares, como derivados da mandioca, panificados, biscoitos e polpas e sucos de frutas.
Também em 2019, 110 507,13 mil reais do PIB municipal eram do valor adicionado bruto do setor de serviços e 119 619,31 mil reais do valor adicionado da administração pública. A cidade concentra um fluxo comercial relevante expresso na presença de estabelecimentos de gêneros variados, como lojas de roupas e acessórios, supermercados, padarias, papelarias, restaurantes, churrascarias, hotéis, farmácias, materiais de construção e postos de combustíveis. Contudo, vale destacar a importância da comercialização dos produtos originados da agropecuária e das agroindústrias do próprio município. Além disso, a presença de atrativos naturais, como sítios, trilhas e cachoeiras, reforça a contribuição do turismo para o giro de capital.

## Infraestrutura

### Saúde e educação
A rede de saúde de Pedro Canário inclui cinco unidades básicas de saúde, dois postos de saúde e um hospital geral, segundo informações de 2018. Em 2020, foram registrados 189 óbitos por morbidades, dentre os quais as doenças do sistema circulatório representaram a maior causa de mortes (27,5%), seguida pelas doenças infecciosas e parasitárias (13,76%). Ao mesmo tempo, foram registrados 305 nascidos vivos, sendo que o índice de mortalidade infantil no mesmo ano foi de 13,11 óbitos de crianças menores de um ano de idade a cada mil nascidos vivos.
Em 2010, 94,71% das crianças com faixa etária entre cinco e seis anos estavam matriculadas na educação infantil, ao mesmo tempo que 83,45% da população de 11 a 13 anos cursavam as séries finais do ensino fundamental. Contudo, da população de 15 a 17 anos, 54,91% haviam finalizado o ensino fundamental, enquanto 23,92% dos residentes de 18 e 20 anos tinham terminado o ensino médio. Os habitantes tinham uma expectativa média de 8,51 anos de estudo, enquanto 23,38% das pessoas com 25 anos de idade ou mais eram analfabetas. Dentre essa faixa etária, 31,73% tinham completado o ensino fundamental, 20,48% o ensino médio e 4,32% o ensino superior. Já em 2021, havia 4 910 matrículas nas instituições de educação infantil e ensinos fundamental e médio da cidade.
| Ensino pré-escolar | 968   | 66  | 9  |
| Ensino fundamental | 3 134 | 171 | 14 |
| Ensino médio       | 808   | 69  | 4  |

### Habitação e transporte
No ano de 2010, a cidade tinha 7 165 domicílios particulares permanentes. Desse total, 7 013 eram casas, 92 eram apartamentos, 39 eram habitações em casa de cômodos ou cortiços e 21 eram casas de vila ou em condomínio. Do total de domicílios, 5 282 são imóveis próprios (5 234 já quitados e 48 em aquisição), 1 098 foram alugados, 767 foram cedidos (278 cedidos por empregador e 489 cedidos de outra forma) e 18 foram ocupados sob outra condição. No mesmo ano, 6 547 domicílios eram atendidos pela rede geral de abastecimento de água (91,37% do total), em 437 (6,09% deles) o abastecimento de água era feito por meio poços e/ou nascentes na própria propriedade, em 104 (1,45%) por meio de poços e/ou nascentes de outras propriedades e os demais se abasteciam de outras formas.
Também em 2010, 7 071 domicílios (98,69% do total) possuíam abastecimento de energia elétrica; 6 956 (97,08%) possuíam banheiros para uso exclusivo das residências; e 5 904 (82,4% deles) eram atendidos pelo serviço de coleta de lixo. Em 2021, foram iniciadas intervenções na rede de saneamento de Pedro Canário pela Companhia Espírito Santense de Saneamento (CESAN) com a intenção de oferecer tratamento de esgoto a 100% da população urbana. O código de área (DDD) é 027 e o Código de Endereçamento Postal (CEP) da cidade vai de 29970-000 a 29979-999. O serviço postal é atendido por agências da Empresa Brasileira de Correios e Telégrafos funcionando no distrito-sede e em Cristal do Norte.
A frota municipal no ano de 2021 era de 11 114 veículos, sendo 4 657 automóveis, 2 410 motocicletas, 1 154 caminhonetes, 824 caminhões, 766 motonetas, 372 ônibus, 252 reboques, 210 semirreboques, 173 caminhonetas, 144 caminhões-trator, 65 micro-ônibus, 44 utilitários, 22 sidecars, oito tratores de rodas, sete ciclomotores e seis triciclos. O principal acesso à cidade é feito por meio da BR-101, que passa pela zona urbana e corta o território municipal. Outra rodovia que atende o município é a ES-209, que permite o acesso ao distrito de Cristal do Norte e a cidades da região.